# Ямамото, Сэндзи
Сэндзи Ямамото (яп. 山本宣治; 29 мая 1889, Удзи, Киото — 5 марта 1929, Канда-ку) — японский биолог, политик левого толка и общественный деятель.

## Биография
Сэндзи Ямамото родился 28 мая 1889 года в японском городе Удзи в префектуре Киото являющейся ныне пригородом одноимённого мегаполиса. С 1907 по 1912 год учился в одном из американский университетов, а в Университете Киото получил учёную степень. После этого читал в последнем лекции студентам, а затем перешёл Университет Досися открывшийся в его родном городе в 1920 году.
Начиная с 1918 года Сэндзи Ямамото активно участвовал в жизни кружка социалистического толка «Синдзинкай», а в 1924 году стал руководителем школы, созданной специально для японских пролетариев.
В мае 1926 года вступил в отделение Рабоче-крестьянской партии Японии (Родо номинто), в конце 1927 года стал руководителем её отделения в Киото. 
На всеобщих выборах в Японии в феврале 1928 года Ямамото был избран в Палату представителей, став там (вместе с Мизутани Тёдзабуро) одним из двух членов Рабоче-крестьянской партии Японии. Через месяц после выборов РКПЯ была запрещена, но оба её представителя продолжили исполнять функции парламентариев.

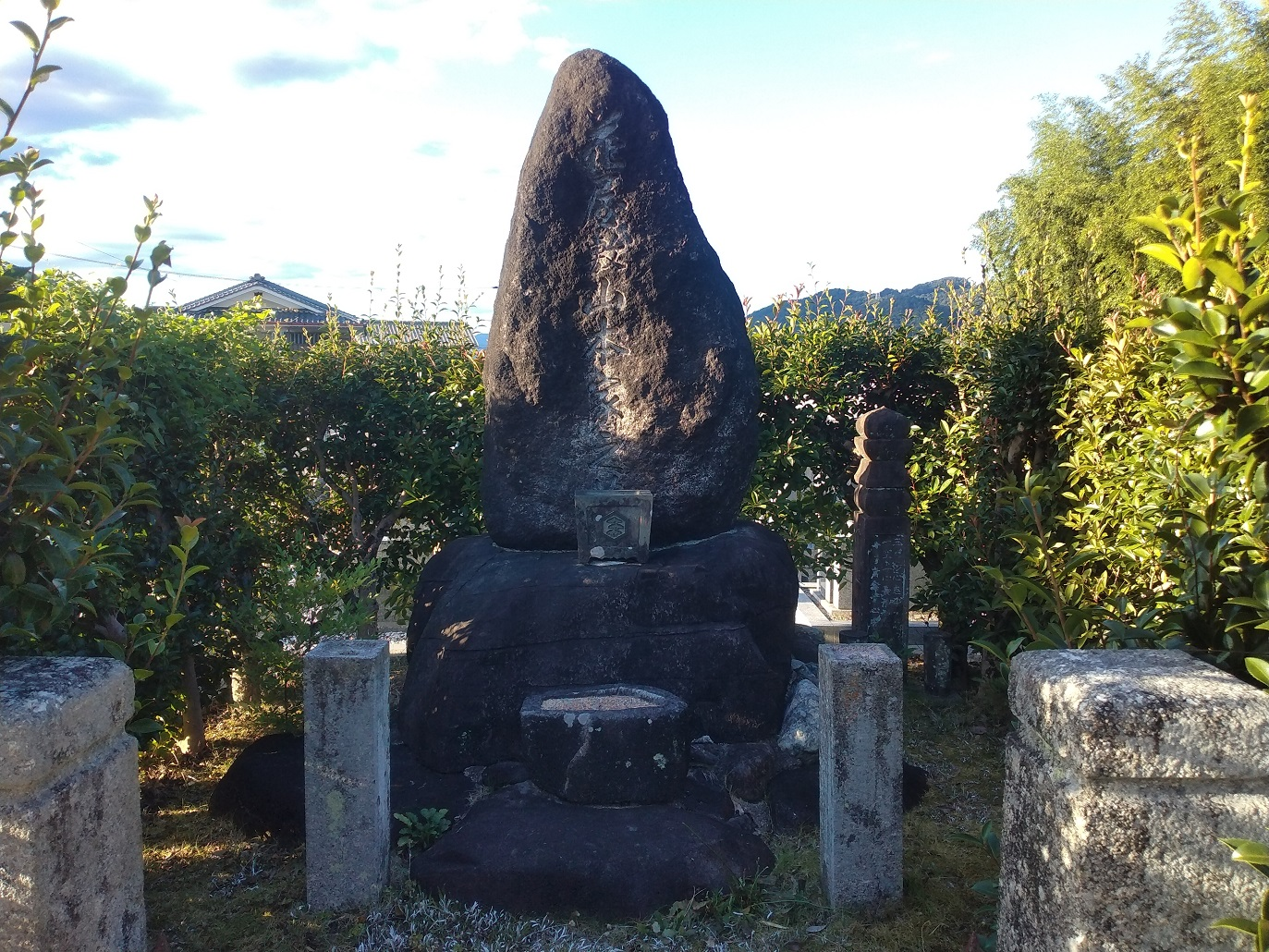
Могила Ямамото

В течение своего срока Сэндзи Ямамото критиковал незаконное задержание полицией и пытки заключенных и активно выступал против внесения в Закон о поддержании общественной безопасности 1925 года поправки, по которой максимальным наказанием стала смертная казнь (ранее было 10 лет заключения). Однако, несмотря на все старания Ямамото, 249 голосами против 170, поправка была принята. И хотя правительство добилось своего, к Ямамото был подослан наёмный убийца, фанатик правого толка Хокудзи Куроду, который убил Ямамот 5 марта 1929 года в столичном районе Канда-ку.
Только в 1946 году, после капитуляции Японской империи во Второй мировой войне, через 18 лет после гибели учёного, товарищи Сэндзи Ямамото, томившиеся ранее в тюрьмах, смогли почтить его память. После смерти был зачислен в ряды Коммунистической партии Японии, в которую затем вступила и его мать.
В 1960 году одним из виднейших деятелей «независимого» японского кино — режиссёром Сацуо Ямамото был снят фильм-драма «Борьба без оружия», поставленный по роману Кацуми Нисигути «Ямасэн», в основу которого легла биография Сэндзи Ямамото.